# Bikki
Hisao Sunazawa (砂澤恒雄) llamado Bikki (ビッキ) (nacido el 6 de marzo de 1931 - 25 de enero de 1989 ) fue un escultor sobre madera japonés perteneciente a la etnia minoritaria de los Ainus.

## Vida y obra
Bikki ha dado a conocer la cultura Ainu a través de su producción artística (realizada con las características típicas culturales) y su compromiso. Su hijo Oki, ha llevado el mismo camino, dedicándose a las artes musicales. 
Después de haber sufrido la "farsa" de la cultura ainu impuesta por los japoneses a principios del siglo XX (el trabajo forzoso de grabados en madera para los japoneses), Bikki ha dedicado su vida a la defensa de la cultura ainu.  Fue uno de los principales impulsores de las conexiones con las tribus nativas de América a través de la exposición de algunas de sus esculturas en la Columbia Británica , donde se radicó por un tiempo.
Una vez adquirida su inmensa fama , continuó usando su arte para difundir la cultura ainu (explicaciones de sus creaciones, entrevistas, relaciones con la comunidad artística...). Como homenaje, dos astrónomos japoneses (K. Endate y K. Watanabe ) dieron su nombre al asteroide (5372) Bikki que descubrieron el 1 de septiembre de 1993 . 
Hoy en día, las esculturas de Bikki están siempre expuestas, y su taller "Más Sol" está abierto al público, en Otoineppu-mura, cerca del río Teshio (Japón).
Bikki  murió el 25 de enero de 1989 a los 57 años.